# Abraham Jacobi
Abraham Jacobi (ur. 6 maja 1830 w Hartum w Westfalii, zm. 10 lipca 1919 w Bolton Landing) – znany jako ojciec pediatrii. Otworzył pierwszą klinikę dla dzieci w Stanach Zjednoczonych. Z pochodzenia był Żydem. Zmarł w swoim letnim domu w Bolton Landing w stanie Nowy Jork w wieku osiemdziesięciu dziewięciu lat.

## Życiorys
Jacobi przyszedł na świat 6 maja 1830 roku w Hartum, małej wiosce w Westfalii, w niezamożnej żydowskiej rodzinie. Edukację rozpoczął w miejscowej szkole wiejskiej, a następnie kontynuował naukę w gimnazjum w Minden. W 1847 roku, mając siedemnaście lat, podjął studia na Uniwersytecie w Greifswaldzie, kierując swoje zainteresowania ku językom orientalnym. W trakcie nauki zainteresował się medycyną, anatomią oraz fizjologią. Przeniósł się do Getyngi, a następnie do Bonn w 1851 roku, obroniwszy pracę dyplomową po łacinie pt. „Cogitationes de vita rerum naturalium". W tym okresie dołączył do ruchu rewolucyjnego w Niemczech (patrz Wiosna Ludów) obok takich postaci jak Ferdinand Freiligrath, Karol Marks, Carl Schurz i inni. W 1851 r. był przetrzymywany w więzieniach w Berlinie i Kolonii, gdzie w 1852 r. został uniewinniony z zarzutów w procesie komunistycznym w Kolonii. Później był więziony w Bielefeld i Minden. Udał się do Hamburga, skąd popłynął do Anglii, gdzie przebywał zarówno u Karola Marksa, jak i Fryderyka Engelsa a ostatecznie osiadł w Nowym Jorku. Wkrótce stał się rzecznikiem ruchu na rzecz poprawy opieki zdrowotnej i dobrostanu dzieci w Stanach Zjednoczonych.  
Od roku 1857 Jacobi zaczął wykładać pediatrię w Nowym Jorku, stając się pionierem pediatrii klinicznej i naukowej w Stanach Zjednoczonych. W 1860 roku został mianowany na pierwszą specjalizowaną katedrę chorób dziecięcych w New York Medical College. W 1865 roku Jacobi objął katedrę kliniczną na wydziale medycznym. Od 1867 do 1870 roku był przewodniczącym wydziału medycznego City University of New York. Wykładał na Uniwersytecie Columbia przez ponad 30 lat, od 1870 do 1902. Później przeniósł się do szpitala Mount Sinai, gdzie założył pierwszy oddział pediatryczny w szpitalu ogólnym.  
W 1862 roku Jacobi założył klinikę pediatryczną w New York Medical College Building przy East 13th Street, która funkcjonowała przez dwa lata. Był to ważny krok w rozwoju nauczania przyłóżkowego pediatrii, wyprzedzający nauczanie przyłóżkowe w dziedzinie chorób wewnętrznych w USA. Jacobi był także współzałożycielem Stowarzyszenia Lekarzy dla Ubogich.
Praca obywatelska była ważną częścią jego życia. Opowiadał się za kontrolą urodzeń i reformą służby cywilnej oraz sprzeciwiał się prohibicji. Latem 1918 roku pożar domu zniszczył rękopis jego autobiografii i inne osobiste dokumenty w jego domu w Lake George.
Zmarł 10 lipca 1919 w swoim letnim domu w Bolton Landing w wieku 89 lat został pochowany na cmentarzu Green-Wood w Brooklynie w Nowym Jorku.
Jego pierwsza żona, Fanny Meier (1833−1856), była siostrą Sophie Meyer Boas (1828−1916), matki etnologa Franza Boasa, która również uczęszczała do gimnazjum w Minden. W 1878 roku poślubił  Mary Putnam Jacobi, jedną z pierwszych absolwentek medycyny (1871), pierwszą kobietą przyjętą w poczet członków Nowojorskiej Akademii Medycznej. Była także pierwszą kobietą, która studiowała na L'École de Médecine w Paryżu. Mieli troje dzieci, z których tylko jedno – Marjorie – dożyło dorosłości.   